# Sainte-Hermine
Sainte-Hermine és un municipi francès situat al departament de Vendée i a la regió de País del Loira. L'any 2007 tenia 2.531 habitants.

## Demografia

### Població
El 2007 la població de fet de Sainte-Hermine era de 2.531 persones. Hi havia 1.141 famílies de les quals 395 eren unipersonals (165 homes vivint sols i 230 dones vivint soles), 401 parelles sense fills, 300 parelles amb fills i 45 famílies monoparentals amb fills.
La població ha evolucionat segons el següent gràfic:
Habitants censats

### Habitatges
El 2007 hi havia 1.320 habitatges, 1.150 eren l'habitatge principal de la família, 80 eren segones residències i 90 estaven desocupats. 1.087 eren cases i 133 eren apartaments. Dels 1.150 habitatges principals, 703 estaven ocupats pels seus propietaris, 418 estaven llogats i ocupats pels llogaters i 30 estaven cedits a títol gratuït; 97 tenien una cambra, 65 en tenien dues, 176 en tenien tres, 325 en tenien quatre i 487 en tenien cinc o més. 852 habitatges disposaven pel capbaix d'una plaça de pàrquing. A 487 habitatges hi havia un automòbil i a 437 n'hi havia dos o més.

### Piràmide de població
La piràmide de població per edats i sexe el 2009 era:
| Homes | Edats   | Dones |
| ----- | ------- | ----- |
| 0     | 95 o +  | 10    |
| 5     | 90 a 94 | 41    |
| 12    | 85 a 89 | 56    |
| 15    | 80 a 84 | 24    |
| 49    | 75 a 79 | 67    |
| 71    | 70 a 74 | 70    |
| 68    | 65 a 69 | 88    |
| 58    | 60 a 64 | 60    |
| 55    | 55 a 59 | 53    |
| 54    | 50 a 54 | 65    |
| 103   | 45 a 49 | 88    |
| 62    | 40 a 44 | 58    |
| 94    | 35 a 39 | 107   |
| 80    | 30 a 34 | 56    |
| 59    | 25 a 29 | 58    |
| 52    | 20 a 24 | 47    |
| 51    | 15 a 19 | 91    |
| 86    | 10 a 14 | 67    |
| 77    | 5 a 9   | 70    |
| 55    | 0 a 4   | 37    |

## Economia
El 2007 la població en edat de treballar era de 1.495 persones, 1.099 eren actives i 396 eren inactives. De les 1.099 persones actives 1.005 estaven ocupades (559 homes i 446 dones) i 94 estaven aturades (35 homes i 59 dones). De les 396 persones inactives 154 estaven jubilades, 104 estaven estudiant i 138 estaven classificades com a «altres inactius».

### Ingressos
El 2009 a Sainte-Hermine hi havia 1.065 unitats fiscals que integraven 2.558,5 persones, la mediana anual d'ingressos fiscals per persona era de 15.660 €.

### Activitats econòmiques
Dels 177 establiments que hi havia el 2007, 2 eren d'empreses extractives, 6 d'empreses alimentàries, 20 d'empreses de fabricació d'altres productes industrials, 25 d'empreses de construcció, 29 d'empreses de comerç i reparació d'automòbils, 10 d'empreses de transport, 10 d'empreses d'hostatgeria i restauració, 10 d'empreses financeres, 8 d'empreses immobiliàries, 25 d'empreses de serveis, 20 d'entitats de l'administració pública i 12 d'empreses classificades com a «altres activitats de serveis».
Dels 54 establiments de servei als particulars que hi havia el 2009, 1 era una oficina d'administració d'Hisenda pública, 1 gendarmeria, 1 oficina de correu, 4 oficines bancàries, 2 funeràries, 4 tallers de reparació d'automòbils i de material agrícola, 1 taller d'inspecció tècnica de vehicles, 1 autoescola, 4 paletes, 5 guixaires pintors, 5 fusteries, 5 lampisteries, 3 electricistes, 5 perruqueries, 2 agències de treball temporal, 5 restaurants, 2 agències immobiliàries, 1 tintoreria i 2 salons de bellesa.
Dels 12 establiments comercials que hi havia el 2009, 1 era un supermercat, 3 fleques, 2 carnisseries, 1 una botiga de congelats, 1 una peixateria, 2 botigues de roba i 2 floristeries.
L'any 2000 a Sainte-Hermine hi havia 57 explotacions agrícoles que ocupaven un total de 2.604 hectàrees.

## Equipaments sanitaris i escolars
El 2009 hi havia 1 psiquiàtric, 2 farmàcies i 1 ambulància.
El 2009 hi havia 1 escola maternal i 2 escoles elementals. Sainte-Hermine disposava de 2 col·legis d'educació secundària amb 391 alumnes.

## Poblacions més properes
El següent diagrama mostra les poblacions més properes.